# Teichibe
Teïchibé (ou Teïchibés) est une localité malienne, située dans le pays de la Guïdimaxa,  chef-lieu de la commune rurale de Karakoro dans le cercle de Aourou et la région de Kayes, au sud-ouest du Mali.

## Histoire
Les premiers habitants de Teïchibé sont venus du Kaarta vers 1503. Dianta Camara, un chasseur de Diangounté et son frères Domoné Camara ont fondé la cité de Guïdimaxa, qui porte leur nom. capitale historiques de Teïchibé depuis 1504.